# Angera
Angera là một đô thị ở tỉnh Varese, trong vùng Lombardia phía bắc Italia. Trong thời kỳ La Mã, khu vực này có tên Angleria và đã là một cảng hồ và trạm giao thông bộ quan trọng. Vùng này hiện có sản phẩm rượu vang ngon và cảnh đẹp của hồ Maggiore.

## Dân địa phương nổi tiếng'
- Peter Martyr d'Anghiera (1457–1526).
- Cristoforo Solari (khoảng 1460–1527).